# Khối hiệp thông Anh giáo
Khối hiệp thông Anh giáo là khối hiệp thông Kitô giáo lớn thứ ba trên thế giới, đứng sau Giáo hội Công giáo Rôma và Giáo hội Chính thống giáo Đông phương. Được thành lập vào năm 1867 tại Luân Đôn, Khối hiệp thông Anh giáo hiện có hơn 85 triệu tín hữu thuộc Giáo hội Anh cùng một số giáo hội tự trị cấp quốc gia hoặc cấp vùng hiệp thông hoàn toàn với Tổng giám mục Canterbury. Theo truyền thống, nguồn gốc của học thuyết Anh giáo được tổng kết trong một văn kiện có tên là Ba mươi chín tín điều (1571). Tổng giám mục Canterbury tại nước Anh đóng vai trò biểu tượng đoàn kết của khối hiệp thông và được coi là người đứng đầu trong số những người bình đẳng (primus inter pares); tuy nhiên vị giám chức này không thi hành quyền bính của mình tại các giáo tỉnh Anh giáo bên ngoài Giáo hội Anh. Đa số các giáo hội thành viên thuộc Khối hiệp thông Anh giáo từng là giáo hội Anh giáo cấp quốc gia hay cấp vùng.